# Charles Bukowski

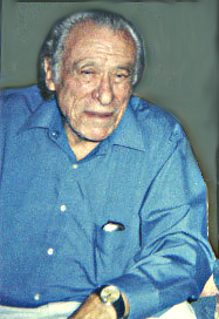
Charles Bukowski

Henry Charles Bukowski (Andernach (Duitsland), 16 augustus 1920 - San Pedro, 9 maart 1994) was een Amerikaans schrijver en dichter. Het stedelijk landschap en de sfeer van zijn woonplaats Los Angeles hadden een grote invloed op zijn werk. Op zijn beurt had hij invloed op een aantal van zijn tijdgenoten en werd zijn stijl vaak nagevolgd. Hij was een productief schrijver, zijn oeuvre beslaat duizenden gedichten, honderden korte verhalen en zes romans.

## Biografie

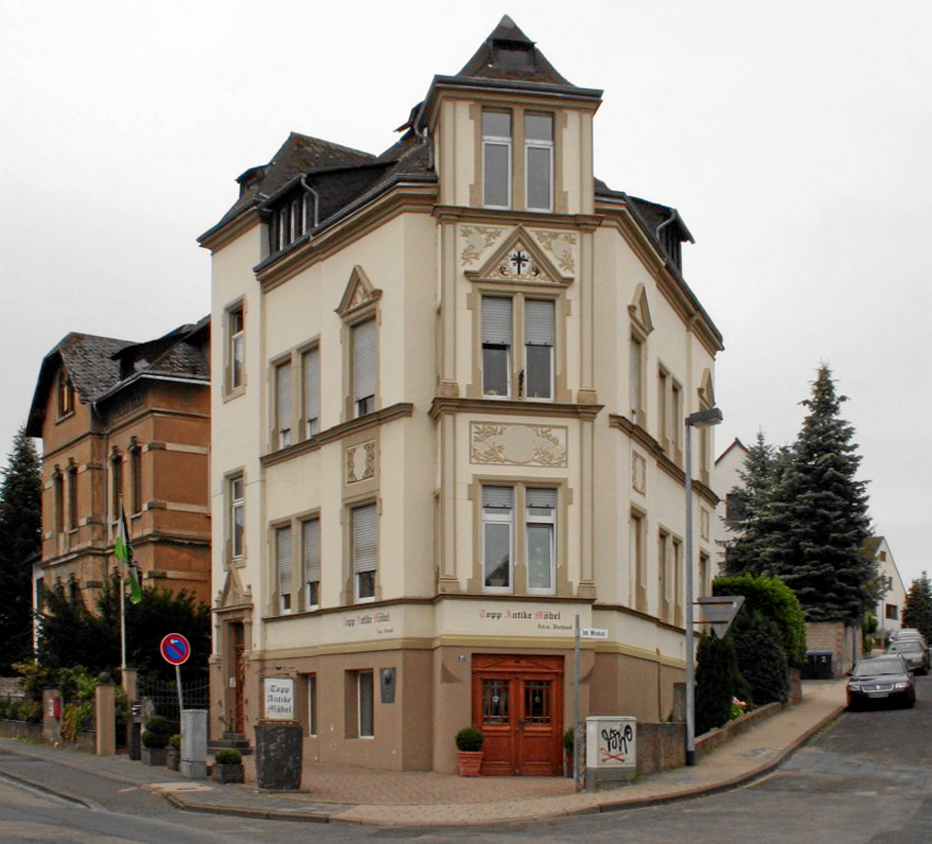
Geboortehuis (met plaquette)

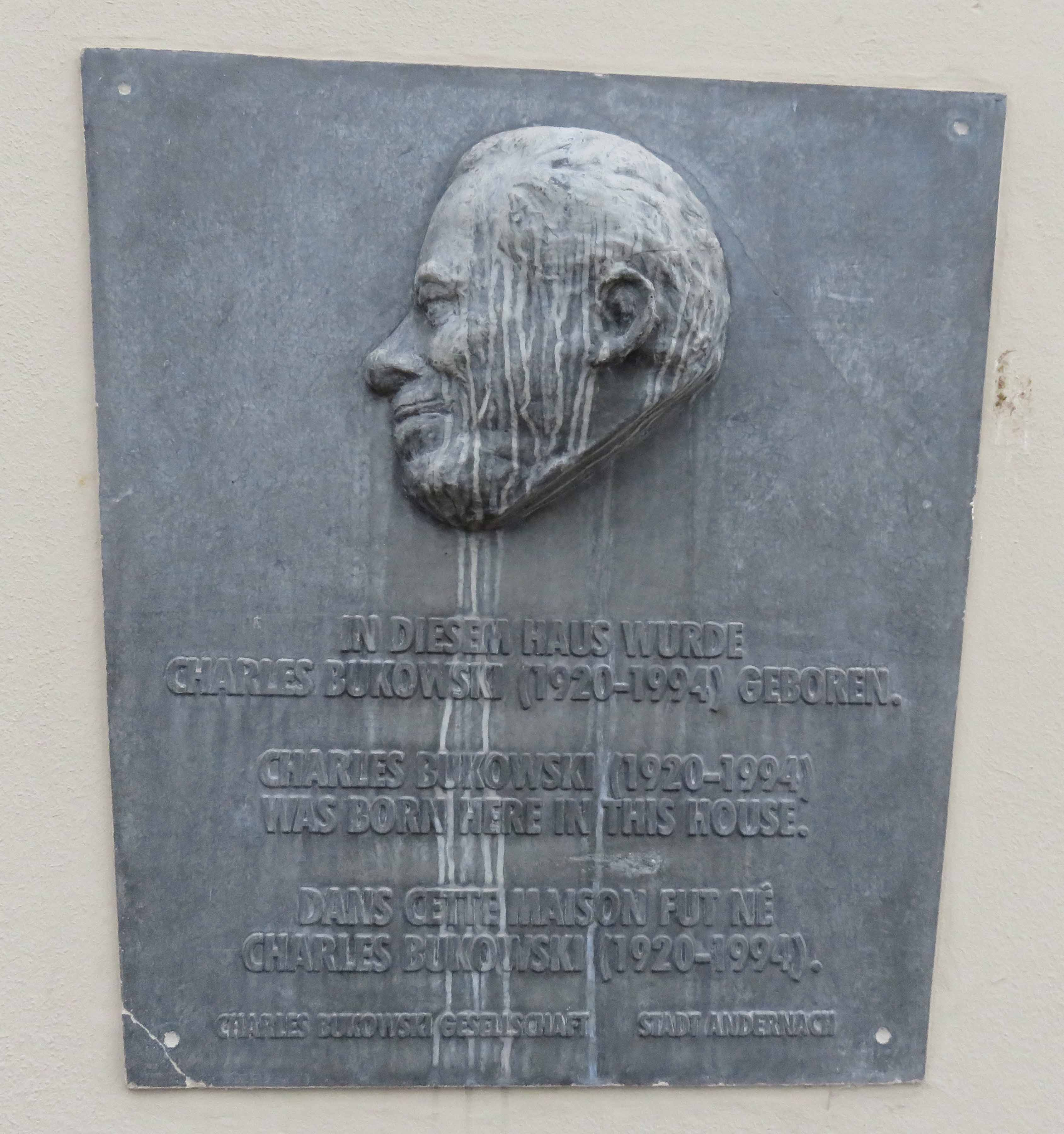

Bukowski werd als Heinrich Karl Bukowski geboren. Zijn vader Henry Bukowski was een Amerikaanse militair van Duitse afkomst, zijn moeder Katharina Fett was een Duitse. Het gezin migreerde in 1922 naar de Verenigde Staten, waar ze zich in 1924 na enige omzwervingen vestigden in Los Angeles.
De jeugd van Bukowski werd gekenmerkt door armoede en tegenslagen. Zijn vader was vaak werkloos en reageerde zich af op zijn echtgenote en zijn zoon. Later kreeg Charles een zware vorm van acne en werd hij bovendien nog extreem verlegen. Nadat hij de middelbare school had afgemaakt studeerde hij twee jaar journalistiek. Op 24-jarige leeftijd publiceerde hij zijn eerste korte verhaal en twee jaar later nog een. Hierna schreef hij gedurende tien jaar niets meer, hij zwierf door de Verenigde Staten, woonde in goedkope pensions en hield zich in leven met simpele baantjes. Hij zat korte tijd in de cel - wegens dronkenschap - en in een psychiatrische inrichting. In 1943 werd hij zowel lichamelijk als geestelijk afgekeurd voor militaire dienst.
In 1947 keerde Bukowski terug naar Los Angeles, waar hij ging samenwonen met Jane Cooney Baker. In 1952 werd hij postbode, wat hij minder dan drie jaar volhield. In 1955 werd hij getroffen door een bijna dodelijke maagbloeding. Nadat hij uit het ziekenhuis was ontslagen begon hij gedichten te schrijven. In 1957, nadat zijn eerste grote liefde Jane was overleden, trouwde hij met Barbara Freye, van wie hij in 1959 alweer scheidde. Na de scheiding ging hij weer aan de drank, al bleef hij wel dichten. In 1959 ging hij weer bij de post werken, nu als postsorteerder, wat hij elf jaar volhield.
In het begin van de jaren 60 werd er poëzie van zijn hand gepubliceerd, eerst in een tijdschrift en later in twee bundels. Ook kreeg hij in 1964 een dochter, Marina Louise Bukowski, met zijn vriendin Frances Smith. In 1969 nam hij ontslag bij de post, waarna hij in een maand zijn eerste roman schreef. Hij kon makkelijk weg bij de post omdat de uitgever Black Sparrow Press hem een maandelijkse uitkering had toegezegd; uit dankbaarheid liet hij bijna al zijn latere werk bij deze uitgever verschijnen.
In 1976 ontmoette hij Linda Lee Beighle, met wie hij in 1985 trouwde. Ze verhuisden naar San Pedro, de haven van Los Angeles. In deze plaats overleed hij aan leukemie. De steen op zijn graf draagt de tekst: "Don't try".

## Werk
Veel van het werk van Bukowski heeft een autobiografisch karakter; hij voerde zichzelf vaak op in de persoon van Henry (Hank) Chinaski. Zijn werk wordt bevolkt door de bewoners van de ruige buurten van Los Angeles, kleine criminelen, alcoholisten, hoeren en gokkers. Zijn poëzie is veelal in vrij vers, zijn proza hard en direct, vol puntige dialoog. Twee beroemde gedichten van hem zijn, Roll the Dice (Go All the Way) en The Laughing Heart.

## Selectieve bibliografie

### Romans
- Post Office (1971) (vert.Postkantoor, 1977; herziene vertaling 1983: ISBN 90-234-0567-6)
- Factotum (1975) (Duvelstoejager ISBN 90-234-3107-3)
- Women (1978) (Vrouwen ISBN 90-234-2389-5)
- Ham on Rye (1982) (Kind onder kannibalen ISBN 90-234-2353-4)
- Hollywood (1989)
- Pulp (1994) (Pulp ISBN 90-5000-098-3)

### Verhalen
- Erections, ejaculations, exhibitions and general tales of ordinary madness (1972) (Ned, vert. Verhalen van alledaagse waanzin, 1980, ISBN 90-234-0708-3)

### Verfilmingen
- Barfly (1987)
- Crazy Love (1987)
- Factotum (2005)

### Dichtbundels
- Flower, Fist, and Bestial Wail (1960)
- Burning in Water, Drowning in Flame (1974)
- Love is a Dog from Hell (1977)
- Play the Piano Drunk Like a Percussion Instrument Until the Fingers Begin to Bleed a Bit (1979)
- You Get So Alone at Times That It Just Makes Sense (1986)
- The Pleasures of the Damned (2007)
  - De genoegens van de verdoemden (2011) - vertaling Peter Verstegen